# アフリカクイナ
アフリカクイナ(学名：Canirallus oculeus) は、ツル目クイナ科に分類される鳥類の一種である。

## 分布
アフリカ中西部（リベリア、ガーナからザイール北部、ウガンダまで）に分布する。

## 形態
体長約31cm。体の上面はオリーブ色で、下面は明るい茶色に黒と赤褐色の縞模様が入っている。頭は頭頂部が暗い褐色である他は灰色である。虹彩は赤色、嘴は暗い緑色である。

## 生態
低地の熱帯雨林内に生息する。地上の植物の茂みの陰の隠れていることが多く、また臆病なため人目につくことは少ない。
主にヤスデ類や小型の爬虫類を捕食する。
地上の茂みの中に営巣し、1腹2個の卵を産む。

## 分類
以下の2亜種に分類する説もあった。
- Canirallus oculeus oculeus
- Canirallus oculeus batesi

IOC World Bird List (v 14.2) では亜種は認められていない。またアフリカクイナ属にはマダガスカルクイナとハリヤマクイナが含められていたが、これらの2種はアフリカクイナ科のMentocrex属に分割され、本種は1属1種の単型となっている。